# Snavelruppia
De snavelruppia (Ruppia maritima ) is een ondergedoken, vaste waterplant, die behoort tot de ruppiafamilie (Ruppiaceae). 
De soort staat op de Nederlandse Rode lijst van planten als zeldzaam en matig in aantal afgenomen. De plant komt van nature over de hele wereld voor.
De plant wordt 15-45 cm hoog, heeft een draadvormige stengel en vormt bovengrondse uitlopers, die op de knopen wortelen. De draadvormige bladeren zijn 4-11 cm lang en 0,5 mm breed met aan de voet een bladschede.
De snavelruppia bloeit van mei tot de herfst met ondergedoken, 3-5 mm grote bloemen, die met zijn tweeën op een aar zitten. De aarsteel is korter dan 5 cm en heeft na de bloei geen of slechts één winding. Dit in tegenstelling tot de spiraalruppia (Ruppia cirrhosa). De bloemen hebben geen bloemdek. De bloemen worden bestoven door in het water drijvende stuifmeel. De helmhokjes zijn min of meer rond.
De scheef-eivormige, 0,5-4 mm grote vrucht heeft een zijdelings zittende snavel.
De plant komt voor in brak tot zilt, stilstaand water.

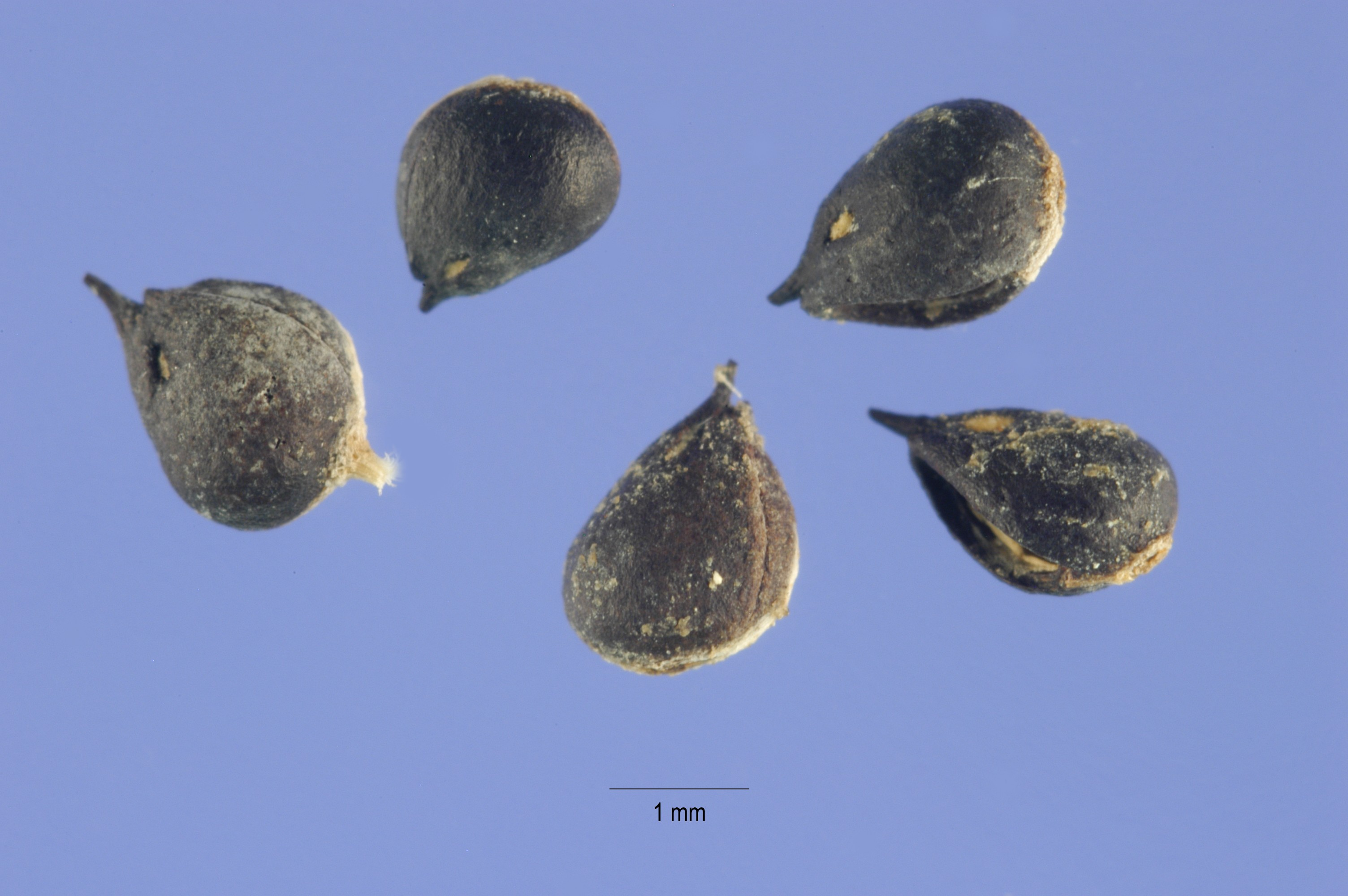
Vruchten

## Namen in andere talen
- Duits: Meeres-Salde
- Engels: Wigeongrass, Beaked Tassel-pondweed
- Frans: Rupelle maritime
- Papiaments: Yerba di Chogogo